# كأس القدس للأقاليم الإيراني
كأس القدس للأقاليم (بالفارسية: جام قدس) هو دوري كرة القدم الإيراني من 1985 إلى 1988. كان دوري القدس هو اسم أول دوري إيراني لكرة القدم بعد الثورة الإسلامية الإيرانية 1979، والذي تم إطلاقه بعد توقف دوري كأس تخت جمشيد. كأس القدس للأقاليم عبارة عن مسابقة بين فرق كرة القدم التسعة كل فريق يمثل منطقة جغرافية موجودة في إيران لمدة أربع سنوات من 1985 إلى 1988. في عام 1989، عاد الدوري ليصبح منافسة بين الأندية بدلاً من الأقاليم.
في عام 1991، تم تشكيل الدوري الممتاز لكرة القدم الإيرانية تحت اسم دوري أزادكان.
شهد موسم 2001-2002 بداية أول دوري احترافي لكرة القدم في إيران وهو الدوري الحالي دوري المحترفين الإيراني باسم دوري الخليج الفارسي.

## البطولات
- 1985 فازت طهران بهذه البطولة.
- 1986 فازت أصفهان بهذه البطولة.
- 1987 فازت أصفهان بهذه البطولة.
- 1988 فازت طهران بهذه البطولة.

## موسم 1989
عاد الدوري عام 1989، فاز نادي استقلال طهران بلقب بطولة الدوري في موسم 1989-90
| الموسم  | الأبطال       | الوصيف   |
| ------- | ------------- | -------- |
| 1989–90 | استقلال طهران | برسبوليس |